# Shanne Braspennincx
Shanne Braspennincx (Turnhout, província d'Anvers, 18 de maig de 1991) és una exciclista neerlandesa que competeix en pista. Ha guanyat una medalla als Campionats del Món.

## Palmarès en pista
- 2013
  -  Campiona d'Europa sub-23 en Keirin
  -  Campiona d'Europa sub-23 en Velocitat per equips (amb Elis Ligtlee)
  -  Campiona dels Països Baixos en Keirin